# خدعة تشاب

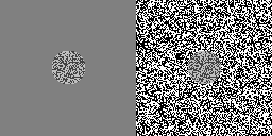
نموذج علي خدعة تشاب, حيث يبدو كلا من مركزي المستطيلين مختلفان (رغم تطابقهما) نتيجة اخنلاف الوسط المحيط (الخلفية)

خدعة تشاب (بالإنجليزية:Chubb illusion) (نسبة إلي مكتشفها تشارلز تشاب)، هي نوع من أنواع الخداع البصري أو خطأ في الاستقبال البصري نتيجة تباين الجسم المعروض عن الوسط المحيط الذي يعرض فيه، وهذا النوع من الخداع البصري يحظي بقدر كبير من اهتمام الباحثين حيث قد يوفر معلومات مفيدة عن طريقة عمل جهازي الرؤية في الإنسان.
في هذه الخدعة يبدو العنصر المعروض ذو التباين المنخفض والمحاط بمجال متماثل بمظهر أكثر وضوحًا مما لو كان محاطًا بوسط عالي التباين، بعبارة أخرى فكلما زاد تقارب لون الخلفية وسطوعها مع لون المركز قل وضوح المركز، والعكس صحيح. اكتشفت هذه الخدعة البصرية من قبل تشارلز تشاب (Charles Chubb) وزملاؤه، ونشرت في عام 1989، ونشر لها محاولة شرح تجربية عام 2001 .

## الاكتشاف

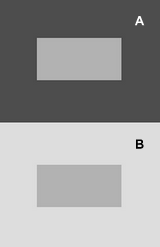
تأثير التباين البصري بين المركزين, حيث يبدوا المركز الأعلي أكثر سطوعا مع العلم أن سطوعها واحد.

تعد خدعة تشاب مشابهة لخدع تأثير التباين البصري، حيث يختلف استضواء (سطوع) مركز الصورتين بمدي النسبة بينهما وبين استضواء الخلفية المحيطة بهما، فمثلًا في النموذج المعروض والذي يحتوي على مستطيلين (A)و(B) بداخل كلا منهما مستطيل يمثل المركز، فإن درجة سطوع مركز المستطيل العلوي (A) بالنسبة لخلفيته هي أكثر من واحد (بمعني أن المركز أكثر سطوعًا من الخلفية) لذلك يبدو أكثر سطوعا من مركز المستطيل السفلي، بينما في حالة المستطيل السفلي (B) فإن المركز يبدو أقل سطوعًا من المركز العلوي (وذلك لكونه أقل سطوعًا من خلفيته)، علي الرغم من تماثل شدة السطوع في كلا المركزين.